# Pic du Midi de Bigorre
De Pic du Midi de Bigorre is een berg in de Pyreneeën, in het Franse departement Hautes-Pyrénées, met een hoogte van 2877 meter.
Op de Pic du Midi de Bigorre is sinds 1882 een observatorium gevestigd waar het heelal wordt bestudeerd. Met de bouw ervan werd begonnen in 1878 onder leiding van generaal de Nansouty en ingenieur Célestin-Xavier Vaussenat. De bouwmaterialen moesten aangevoerd worden met muilezels. Aanvankelijk ging het om een eenvoudig weerstation. Bij het onderzoekscentrum bevindt zich een interactief museum over astronomie. Hier kan men alles te weten komen over de sterren en de planeten, maar ook over de geschiedenis van het observatorium van de Pic du Midi. Verder is er een zendstation voor radio en televisie.
De Pic du Midi ligt even ten noorden van de Col du Tourmalet. Er loopt vanaf daar een zigzaggende weg (vroeger een tolweg) naar een punt vlak onder de top, maar deze weg is tegenwoordig wegens gevaar afgesloten voor verkeer. Wel is de top te bereiken via voetpaden en bovendien met de 1781 m lange kabelbaan van de Pic du Midi de Bigorre. Vanaf het op 1800 meter gelegen La Mongie gaat men naar Le Taoulet, op 2342 meter, en vervolgens naar de Pic du Midi, op 2877 meter. Vanaf de top heeft men aan alle kanten een uniek uitzicht over de keten van de Pyreneeën. 

## Galerij

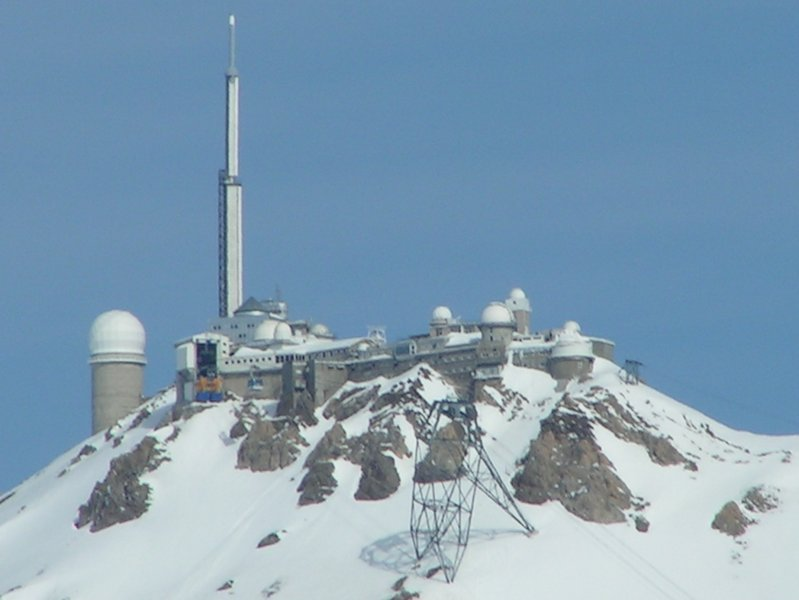
Het observatorium
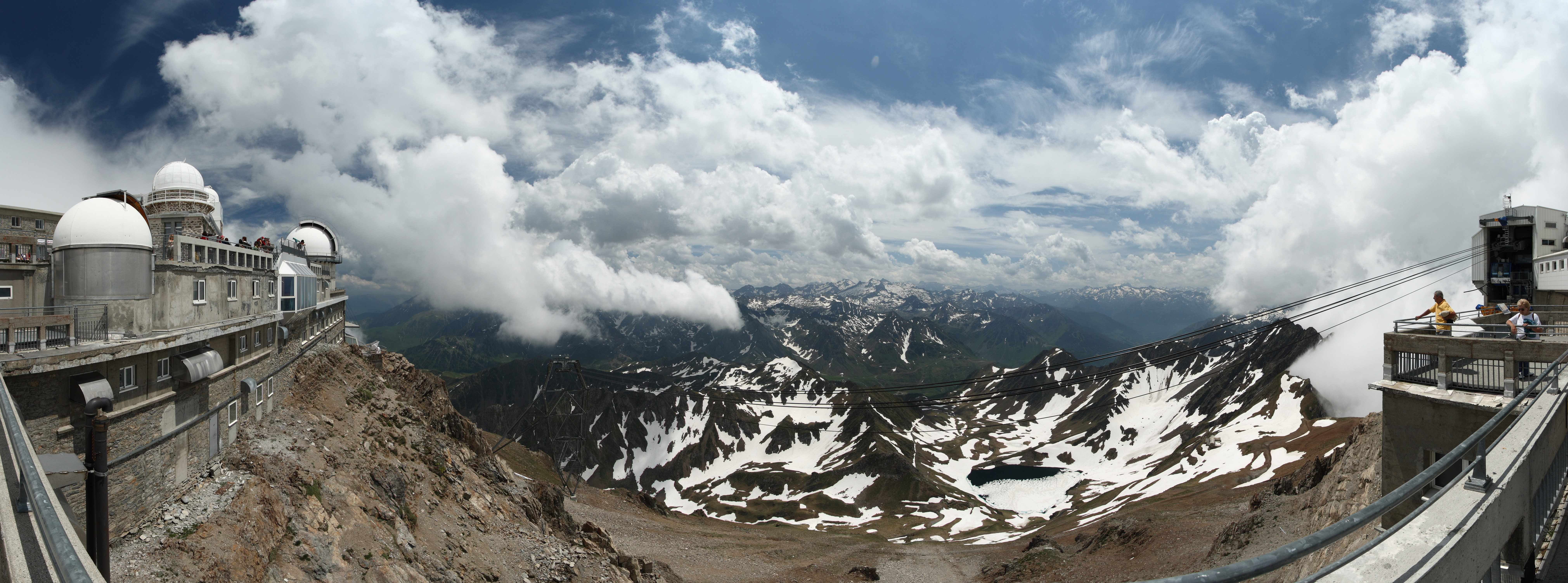
Zicht in zuidelijke richting vanaf de Pic du Midi de Bigorre